# Институт фундаментальной биологии и биотехнологии СФУ
Институт фундаментальной биологии и биотехнологии СФУ (ИФБиБТ СФУ) — один из институтов Сибирского федерального университета, занимающийся подготовкой специалистов в области биологии и биофизики 

## История
Институт фундаментальной биологии и биотехнологии (ИФБиБТ) был организован в 2007 году. Однако моменту создания института предшествовали несколько десятков лет. По инициативе ученых Красноярского научного центра Сибирского отделения    Академии наук СССР (КНЦ СО АН) академиков Л. В. Киренского, И. А. Терскова, И. И. Гительзона на базе филиала Новосибирского государственного университета были созданы в 1969г. биологический, физический факультеты Красноярского государственного университета (КрасГУ). Сразу же были заложены принципы творческого сотрудничества и в научных исследованиях, и в образовательном процессе между коллективами научных сотрудников, преподавателей, аспирантов и студентов, КНЦ и факультетов.
В 1999 г. проект «Фундаментальные основы экологизации образования и биотехнологий» коллектива научно-образовательного содружества КрасГУ и Института биофизики СО РАН(ИБФ СО РАН) победил в конкурсе(86 проектов на 3 гранта) в Русско-американской программе Basic Research and Hiqher Education (BRHE). Для выполнения этого проекта был создан Научно-образовательный центр «ЕНИСЕЙ» (НОЦ),одной из задач которого была привлечение студентов к активным методам обучения,а точнее вовлечение в научно-исследовательскую работу в коллективах ученых с мировым именем. Этот путь создавал мотивацию осознанного обучения студента.
В 2007 г. в СФУ был объявлен конкурс на организацию новых образовательных подразделений. Коллектив НОЦ под руководством своего научного руководителя академика РАН И.И.Гительзона разработал проект института. Идеи организации научно-образовательного процесса, опробированные в НОЦ, нашли поддержку в СФУ. Так был создан постановлением ученого совета СФУ от 10.09.2007 г. и приказом ректора СФУ от 25.10.2007г. №578 Институт фундаментальной биологии и биотехнологии.
Стартовой кадровой и материальной основой создания и развития Института фундаментальной биологии и биотехнологии является коллектив сотрудников СФУ и институтов КНЦ РАН, который сформировался в 1999 году после получения гранта русско-американской программы CRDF и Минобразования РФ «Фундаментальные исследования и высшее образование». Проект «Фундаментальные основы экологизации образования и технологий» является одним из первых, отобранных по конкурсной программе CRDF и Минобразования РФ, в условиях высокий конкуренции среди университетов России .
В институте была разработана технология печати костей на 3D-принтере из биополимеров .

## Образование в ИФБиБТ
Магистральная перспектива деятельности Института фундаментальной биологии и биотехнологии (ИФБиБТ) — подготовка специалистов новой генерации, владеющих как классическими методами биологического и экологического анализа, так и новейшими физико-химическими и молекулярно-генетическими методиками. Специалисты в новейших областях физико-химической и молекулярной биологии, экологии остро востребованы во всех отраслях научной и практической деятельности, связанной с развитием высоких биотехнологий, контролем состояния окружающей среды, продуктов питания (в том числе — генетически модифицированных) и других биологических объектов.
В основу учебно-методической работы ИФБиБТ положен  принцип интеграции науки и образования, способствующий не  только повышению уровня знаний студентов, но и формированию профессиональны компетенций, позволяющих успешно конкурировать выпускникам института на российском и международном рынке труда.
На уровне бакалавриата осуществляется подготовка по следующим направлениям:
- 06.03.01 - Биология (на 3 курсе происходит разделение по специальностям - биофизика, медицинская биология, биоэкология и биотехнология)
- 03.03.02.07 - Биохимическая физика

На уровне магистратуры осуществляется подготовка по следующим направлениям:
- 03.04.02.01 - Биофизика
- 03.04.02.09 - Технологическое сопровождение ядерной медицины и медицинского оборудования
- 03.04.02.10 - Биофизика и медицинская инженерия
- 06.04.01.01 - Микробиология и биотехнология
- 06.04.01.02 - Физиология растений
- 06.04.01.04 - Гидробиология и ихтиология
- 06.04.01.05 - Реконструктивная биоинженерия
- 06.04.01.06 - Биоинформатика
- 06.04.01.10 - Biological engineering

## Исследованиебиолюминесценции
В 2012 году в Институт фундаментальной биологии и биотехнологии Сибирского федерального университета был приглашен нобелевский лауреат по химии Осаму Симомура для исследования явления биолюминесценции .

## Структура института
- Базовая кафедра биотехнологии
- Кафедра биофизики
- Кафедра водных и наземных экосистем
- Кафедра медицинской биологии
- Кафедра геномики и биоинформатики
- Центр дополнительного профессионального образования
- НОЦ геномных исследований
- НОЦ «Енисей» с ЦКПП
- Базовая кафедра медико-биологических систем и комплексов
- Полевая учебно-научная база
- Виварий
- Лаборатория «Гербарий»
- Лаборатория научного английского языка
- Ботанический сад [7]

## Биотехнологии новых материалов
В институт фундаментальной биологии и биотехнологии СФУ выиграл мегагрант для реализация проекта "Биотехнология новых материалов". Возглавил данный проект известный американский биотехнолог Энтони Джон Сински . За 2011 год объем привлеченного софинансирования составил 34 млн. 316 тыс. руб 

## Центргеномныхисследований
В структуру Института фундаментальной биологии и биотехнологии СФУ входит Центр геномных исследований . Проектом центра является секвенирование сибирской лиственницы. Для этой цели был куплен мощный секвенатор ДНК нового поколения HiSeq 2000 компании Illumina (США).